# Katalanim

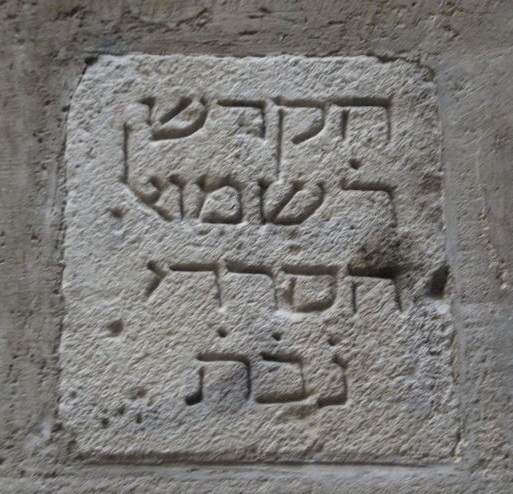
Heqdesh del rabí Shemuel ha-Sardí a l'antic Call de Barcelona

Els katalanim (en turc significa: de procedència catalana), o katalaní, eren comunitats jueves procedents de la corona catalanoaragonesa, especialment de Catalunya, el País Valencià i les Illes Balears, que van mantenir una identitat cultural i lingüística diferenciada (basada en el judeocatalà) i pràctiques religioses específiques, després de les migracions forçades dels segles XIV i XV. Aquestes comunitats, sovint considerades un subgrup dels sefardites, es van establir principalment a l'Imperi Otomà (Salònica), Itàlia (Roma, Liorna) i els Països Baixos, on van conservar tradicions litúrgiques i cognoms d'origen català fins al segle xvi o més tard.

## Origen i identitat
Originàriament els jueus parlaven de Sefarad referint-se a Al-Àndalus i no pas a la península sencera, ni com s'entén a l'actualitat, en que el terme Sefarad s'empra en hebreu modern per a referir-se a Espanya. Aquest presentisme ha causat un llarg malentès, atès que tradicionalment s'ha englobat tota la Diàspora ibèrica en un sol grup. Però la investigació historiogràfica, bé els anomeni actualment sefardites o jueu-espanyols, en distingeix la procedència (Catalunya, Castella, etc.), i revela que aquell món vist com a homogeni, es dividia en grups diferenciats: els sefardites, procedents dels països de la corona castellanolleonesa i de llengua ladina, i els katalanim / katalaní, originaris de la corona catalanoaragonesa i de llengua judeocatalana. Atès que les comunitats sefardites eren poblacionalment més grans que les katalanim, tot i conservar particularitats, amb el pas dels segles, aquestes darreres s'anaren diluint en les primeres.
Es té constància que la diàspora d’origen català no es feia anomenar sefardita sinó katalaní, un terme emprat, ben bé fins a darrers del s. XIX pels jueus de l'antiga Corona d'Aragó, inclosos els d’origen aragonès. El terme sobrevisqué la desaparició de la llengua catalana als calls de Roma, de Liorna, de Gènova, de Salònica, de Bruges o d’Anvers (cap al 1550). Malgrat que, aplicant un plantilla política moderna a l'edat mitjana, sovint es parla dels jueus de la corona d'Aragó com a jueus espanyols, entesos com a castellans, aquells no ho eren ni s'hi sentien. De fet, les tensions entre katalanim i sefardites eren habituals. Els jueus de la Corona d'Aragó tenien una forta consciència comunitària, que es va mantenir en la diàspora a través de sinagogues pròpies i organitzacions socials.
Altrament, en temps d'Al Andalus, tot i ser la Catalunya vella era una zona de contenció (Marca Hispànica), els jueus es traslladaven amb freqüència entre els territoris del nord i el sud (Sefarad). I el fet que molts parlessin tant la llengua àrab com les llengües romançs, o el pidgin d'ambdues (d'aquí el nom de llengua franca, llengua dels francs, com anomenaven a Al-Andalus als habitants de la Catalunya vella) els ajudà a esdevindre intèrprets i a adquirir posicions importants en els governs islàmics i cristians.
En aquest període primerenc, els savis jueus de Catalunya que volien completar els seus estudis talmúdics solien acudir a les acadèmies talmúdiques (yeshivot) del sud. També els que volien estudiar ciències o lingüística anaven a Sefarad, tal com va fer el rabí tortosí Menajem ben Saruq (920-970), que es traslladà amb tota la família a Còrdova per a estudiar i dedicar-se a la llengua hebrea sota el patrocini de Shemuel ibn Nagrela.
Tot i ser molt poc estudiat i conegut, sembla que els jueus de Catalunya i de Mallorca parlaven una llengua coneguda com a judeocatalà. Durant el segle llarg posterior a la Segona diàspora (segle xvi), els sefardites i els katalanim van viure i van evolucionar de forma separada, amb calls diferenciats, sinagogues separades i autoritats polítiques i religioses pròpies. Aquesta diferenciació seria especialment visible als ports de l'Imperi Otomà que van rebre la Diàspora de 1492: Istanbul (seu de la Sublim Porta); Esmirna; i, sobretot, Salònica.
En qualsevol cas, durant l'edat mitjana, els hispanojueus foren reconeguts com els líders de la fe i la cultura jueves d'aquells segles. Un lideratge religiós, però sobretot cultural, que es perllongà durant diversos segles més enllà de l'expulsió. Segons el Majzor Qatalá “els jueus de Catalunya van ser els més destacats de Sepharad i eren superiors en sapiència i en ciència. Hi havia una dita que solien pronunciar els jueus sefardites: "L’aire de Barcelona et fa savi”.

## Primera diàspora

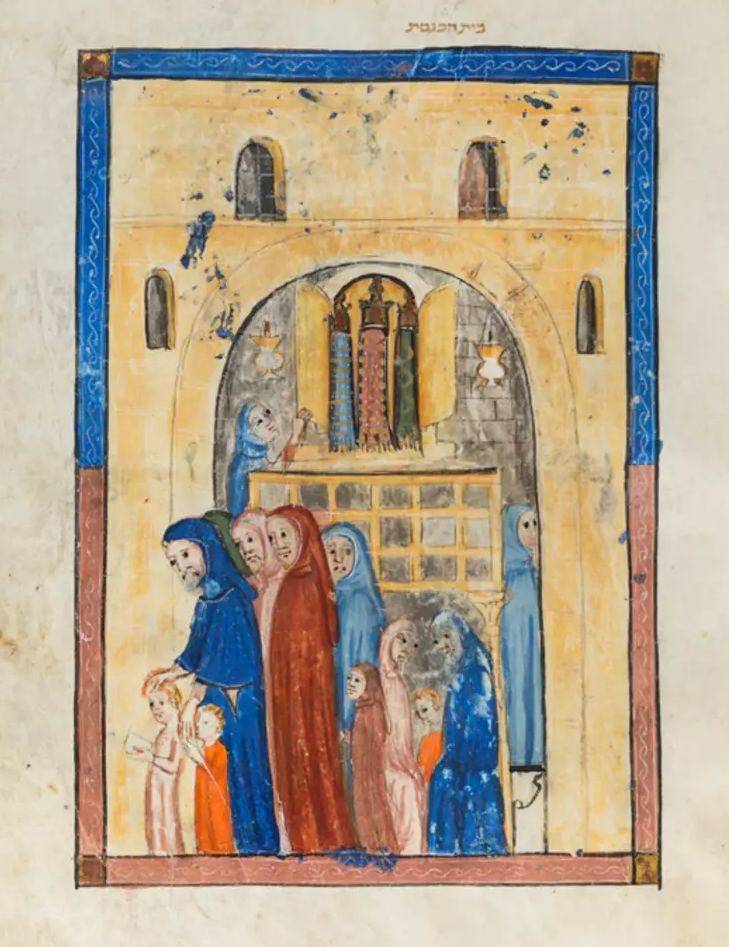
Sinagoga catalana. Haggadá de Sarajevo (ca. 1350).

Unes dècades després de la passa de Pesta negra, els predicadors exaltats encara culpaven els infidels de totes les desgràcies que afectaven la població. L'estiu del 1391, seguint l'exemple de l'assalt al call de Sevilla, hi hagué un assalt als calls de Catalunya i el País Valencià.
En el cas del saqueig i destrucció del Call de Barcelona, tingué un resultat de més de 300 morts, més de 3.000 agressions, i batejos forçats. El Call es remuntava a la Barcelona musulmana i carolíngia (segles VIII a XI), i havia tingut gran importància econòmica entre els segles XI i XIV. Els seus cinc mil habitants es van dispersar, i els que suportant tot tipus de pressions i amenaces es van mantenir en la fe mosaica acabarien forçats a emigrar cap a diversos ports del Mediterrani i de l'Atlàntic.
La diàspora jueucatalana va crear importants comunitats catalanoparlants, clarament diferenciades de les comunitats sefardites, i perfectament conegudes per la seva identitat d'origen: els katalanim. Segons les fonts, la principal destí de la primera ona emigratòria judeocatalana va ser el Mediterrani occidental (de forma especial a Sicília, península Itàlica, Algèria, Tunis). Aquella diàspora és la més antiga, i és, també, la primera que revela la identitat diferenciada. Milers de jueus catalans, valencians i mallorquins es van establir, per exemple, a Liorna -llavors el gran port del principat independent de la Toscana-, i van ser tan ben acollits que popularitzarien la cita "Qui va a Liorna, no torna". Amb el pas del temps, alguns dels cognoms es van italianitzar.

### El call catalaní de Roma

La Corona d'Aragó el 1441

Destaca la comunitat de Roma, capital dels Estats Pontificis, instal·lada a l'antic Camp de Mart a prop del Tíber, on els jueus catalans es van convertir en la comunitat jueva més prestigiosa de la ciutat, amb una sinagoga i una escola pròpies, la Sinagoga dei Catalani, en l'anomenada Piazza de les Cinque Scole, per la presència de cinc escoles-sinagogues: dues de judeoromanes, la castellana, la siciliana i la catalana. En aquesta piazza, hi havia la ‘Piazzetta Catalana‘. La Sinagoga dei Catalani els identificava i els diferenciava respecte als jueus castellans o sefardites, als jueus originaris de la resta de la península italiana o, fins i tot, als jueus sicilians. Com les altres, la sinagoga catalana, ja no existeix però alguns dels seus elements es conserven al Museo Ebraico de Roma. Actualment també resta el carrer Via Catalana, que es referia a la part catalana del call jueu de la ciutat.

## La segona diàspora

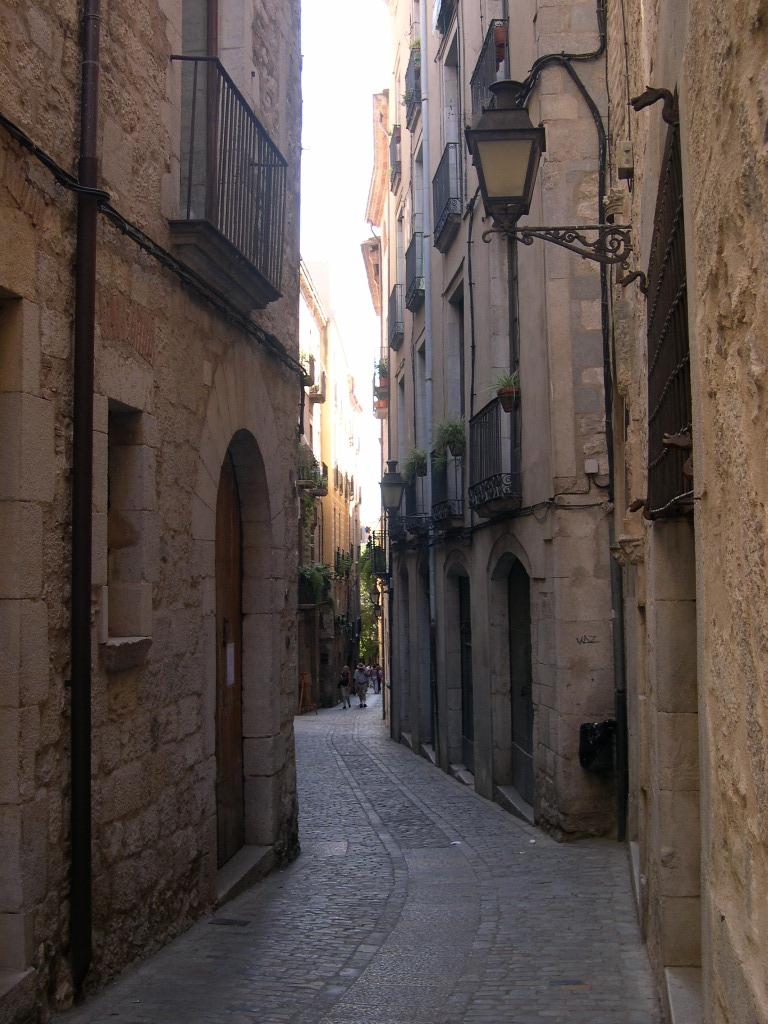
Carrer de la força a l'antic Call de Girona

La segona diàspora jueucatalana es produí a partir del decret d'expulsió de l'Alhambra, el 1492, promogut per l'inquisidor castellà Torquemada, i promulgat pels Reis Catòlics. En només quatre mesos (del març al juliol de 1492), els jueus dels dominis peninsulars de la monarquia hispànica van ser obligats a malvendre el seu patrimoni, i a abandonar les seves cases, els seus obradors, les seves sinagogues, els seus cementiris, les seves ciutats i el seu país. Aquella diàspora és la millor documentada, i es calcula que s'exiliaren uns 8.000 jueus catalans, i més de 100.000 en el conjunt de la península Ibèrica, que s'establiren al nord d'Àfrica, al sud de França, Itàlia i l'antic Imperi Otomà, i a ciutats de l'Atlàntic europeu, especial els Països Baixos.

### Els exiliats a Algèria
Durant la primera diàspora, un gran grup de jueus de la Corona d'Aragó van fugir cap a Algèria, i en particular a la ciutat d'Alger. El fet de haver-hi una comunitat facilità que en la segona diàspora els jueus de Catalunya, València, Les Illes i l'Aragó anessin cap a Algèria, mentre que els de Castella anessin cap al Marroc.
Els jueus que es van establir a Algèria van rebre l'estatus de dhimmis com és habitual als països islàmics a canvi del pagament d'impostos. La situació dels jueus a Algèria abans de l'arribada dels exiliats era molt pobra, tant la seva situació econòmica com el nivell en els estudis de Torà. Els refugiats peninsulars van contribuir a aixecar l'economia del país gràcies a les activitats comercials amb les terres europees, i van millorar el nivell dels estudis de Torà.
Dos grans Rixonim, rabí Yitsḥaq bar Xéixet Perfet (Ribaix) i rabí Ximon ben Tsémaḥ Duran (Raixbats) van fugir cap a Algèria. El Ribaix havia estat durant molt temps el rabí de Catalunya, i el Raixbats, malgrat la seva gran preparació i coneixement de la Torà, s'havia dedicat a la professió mèdica. Al cap d'un temps el Ribaix va ser nomenat Mara de-Atra (màxima autoritat rabínica) i cap del Tribunal Rabínic de la comunitat d'Alger, i el Raixbats va ser nomenat Dayan (jutge) al seu tribunal. Quan el Ribaix va morir el Raixbats va ocupar el seu lloc. Els jueus d'Algèria van acceptar l'autoritat d'aquests dos grans rabins, els quals van ser seguits pels descendents del Raixbats, el seu fill rabí Xelomó ben Ximon (Raixbaix) i els seus alumnes. Al llarg de les generacions, els jueus d'Algèria han mantingut fidel i meticulosament el llegat espiritual i els costums que provenien de Catalunya. Fins als nostres dies, el Ribaix, el Raixbats i el Raixbaix són considerats els rabins principals d'Alger.

### El Call català de Salònica (Tessalònica), a l'Imperi Otomà
L'any 1492 Salònica era un dels grans ports de l'Imperi Otomà, i va ser un dels principals destins de la segona diàspora, esdevenint l'única ciutat del món de majoria jueva. Però, a diferència de les de Roma, les diferents comunitats jueves vivien en barris diferenciats en funció del seu origen. Les fonts detallen l'existència de cinc jueries, una de les quals era la catalana, clarament diferenciada de la castellana o sefardita. Però el més rellevant és que aquella jueria catalana acollia l'exili procedent del conjunt de la Corona d'Aragó (no sols els països de parla catalana, també de l'Aragó). L'any 1545 el rabí katalaní de Salònica era un comerciant anomenat Baruj Almosnino, descendent d'una família jueva originària de Jaca (Aragó).

#### Els katalanim de Salònica

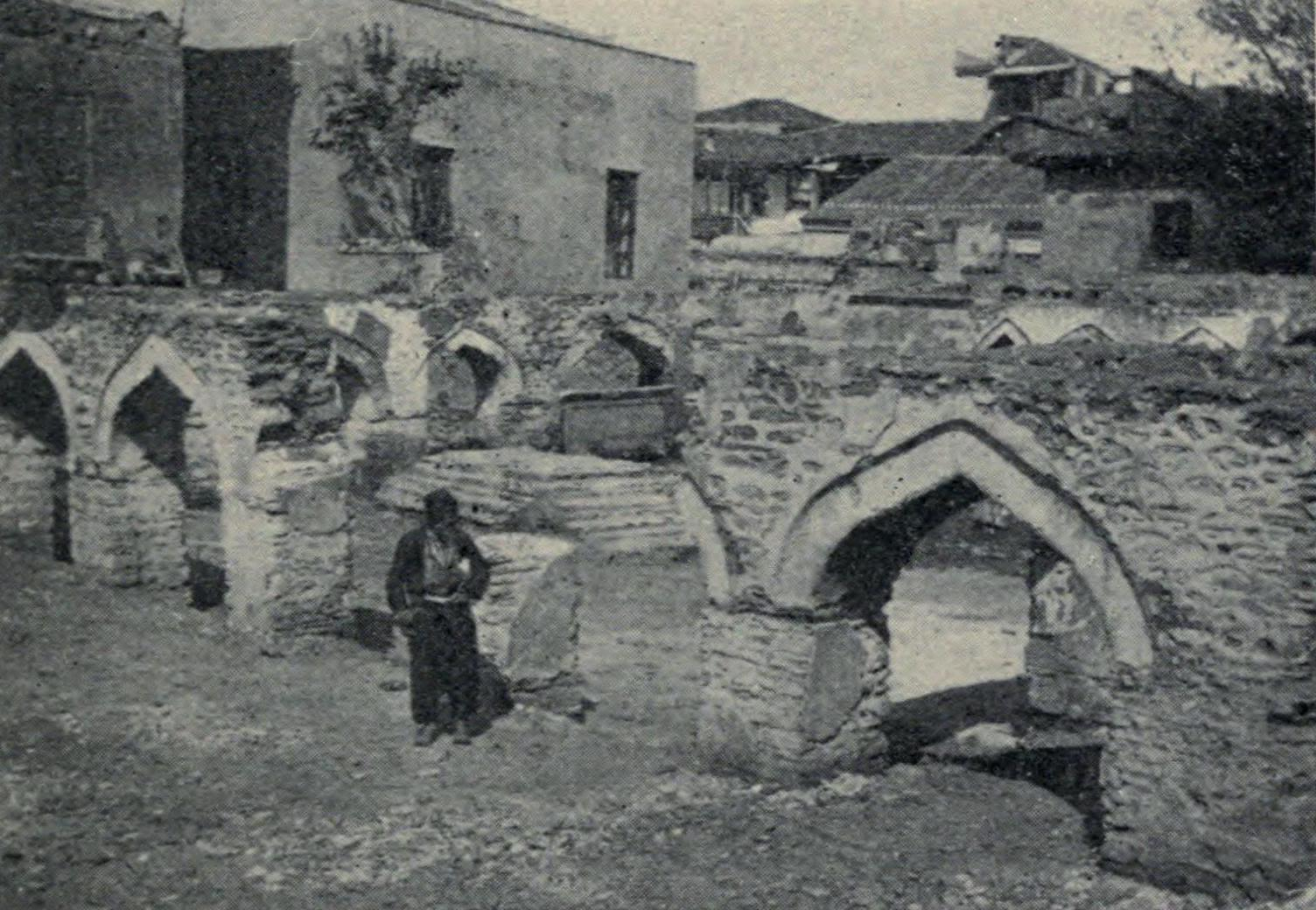
Restes de la sinagoga catalana a Salònica

En el cas de Salònica, com tants altres destins de la diàspora jueucatalana, l'exili procedent de Catalunya, del País Valencià, Les Illes i l'Aragó es va concentrar en un mateix lloc, potser pel fet d'haver ja una comunitat judeocatalana provinent de la primera diàspora. Aquell barri va ser denominat jueria catalana, i la seva comunitat va ser denominada katalaní. Les fonts documentals revelen que els cognoms més habituals d'aquella comunitat eren: Albó, Almosnino, Català, Estruch, Girona, Miró o Vidal.
Genèrica i exclusivament catalans, l'existència de la jueria catalana de Salònica i la seva composició sociològica confirma el que durant tota l'Edat mitjana el terme katalanim havia estat la forma genèrica d'identificar als súbdits de la Corona catalanoaragonesa amb independència del seu origen (catalans, valencians, mallorquins o aragonesos) o de la seva llengua (català o aragonès).
Els dirigents religiosos de les comunitats santes de Catalunya a Salònica rebien el títol de Marbits Torá i no el títol de rabí. El primer que es coneix és el Eliézer ha-Shimoní, que va arribar a Salònica l'any 1492. Va tenir una gran influència sobre totes les comunitats de Salònica i va ser un dels primers a signar els acords (Haskamot) dels savis. Posteriorment tenim notícia del famós Moshé Capsali. També tenim notícia del savi Yehudá ben Benveniste, que també va arribar després de l'expulsió i va establir una biblioteca molt important. Un altre savi de la comunitat jueva catalana va ser rabí Moshé Almosnino, Marbits Torá, exegeta i filòsof, fill de Baruj Almosnino, que havia reconstruït la sinagoga catalana després de l'incendi que hi va haver el 1545.
L'any 1515 la comunitat es va dividir en dos Qehalim, que es van anomenar "Català antic" i "Català nou".
L'any 1526 es va publicar per primera vegada el majzor de Yamim Noraim, conegut com a Majzor le-núsaj Bartselona minhag Catalunya, del que es sap que la impressió acabà la vigília de Yom Kippur de l'any 5287. Els katalanim en publicaren diverses reimpressions del majzor al segle XIX. El 1863 van imprimir una edició titulada Majzor le-Rosh ha-Shaná ve-Yom ha-Kippurim ke-minhag qahal qadosh Qatalà yashán ve-jadash asher be-irenu zot Saloniqi. Aquesta edició va ser publicada per Yitsjaq Amariliyo.
El 1869 es va imprimir el Majzor ke-minhag qahal qadosh Qatalán yashán ve-jadash, els editors van ser: Moshé Yaaqov Ayash i rabí Janoj Pipano, i els que van dur a terme la impressió van ser: David, anomenat Bejor Yosef Arditi, Seadi Avraham Shealt. El majzor va ser publicat amb el títol Majzor le-Rosh ha-Shana kefí minhag Sefarad ba-qehilot ha-qedoshot Saloniqi, i inclou les oracions de la comunitat de l'Aragó i de les comunitats Qatalán yashán ve-jadash.

La comunitat jueva catalana de Salònica va existir com a tal fins a l'Holocaust. L'any 1927 la comunitat va publicar una edició numerada en tres volums del majzor que va portar per títol Majzor le-Yamim Noraim kefí minhag q[ahal] q[adosh] Qatalán, ha-yadua be-shem núsaj Bartselona minhag Qatalunya. Al segon volum Tefilat Yaaqov, hi ha una llarga introducció històrica sobre la comunitat jueva catalana i l'edició del majzor escrita en jueu-espanyol, la mateixa introducció resumida es troba al primer volum Tefilat Shemuel, escrita en hebreu, del que se'n pot destriar alguns fragments:
«Una de les perles més precioses que els nostres avantpassats van portar de l'exili de Catalunya, quan van haver de marxar exiliats, va ser l'antic ordre de les oracions de Rosh ha-Shanà i Yom Kippur, conegut amb el nom 'núsaj Bartselona, minhag Qatalunya'.
I per causa de les desgràcies i la sacsejada de l'exili, que van arribar de forma fatal sobre els pobres refugiats errants, la majoria dels costums es van confondre i de mica en mica gairebé tots van adoptar un mateix ordre d'oracions anomenat 'núsaj Sefarad', gairebé tots, excepte algunes comunitats excepcionals que no van canviar els seus costums.
Els membres de la comunitat santa Català de la nostra ciutat de Salònica no van canviar el seu costum, i fins avui mantenen la tradició dels seus avantpassats i ofereixen les seves oracions a Déu els dies solemnes seguint l'antic núsaj que van portar de Catalunya.

Els jueus de Catalunya van ser els més destacats dentre els seus germans de la resta de països de Sefarad, i eren superiors en saviesa i ciència. Les distingides comunitats de Barcelona es van glorificar en tot temps que del seu si van sortir grans rabins i prohoms que van il·luminar els ulls de tota la diàspora jueva. Hi havia una dita que solien dir els jueus sefardites: “l'aire de Barcelona, et torna savi”.
La comunitat jueva catalana va ser totalment aniquilada durant l'Holocaust. Els pocs supervivents van emigrar a Israel després de la guerra entre els anys 1945 i 1947.

### Els katalanim dels Països Baixos
Una part important de la diàspora jueucatalana es va dirigir als Països Baixos, on a diferència de les comunitats del Mediterrani hi hagué una ràpida barreja amb la diàspora sefardita (castellans, lleonesos, gallecs, i bascos). Segons els experts, durant la segona meitat del segle XVI; aquestes comunitats, establertes principalment a Bruges, Gant, Anvers i Amsterdam, bastí un koiné sobre la base de la llengua jueucastellana (el grup demogràficament dominant); amb importants aportacions del català, del gallec i del portuguès. Aquest koiné no va ser la llengua de Joan Lluís Vives, l'humanista jueu convers valencià que, perseguit per la Inquisició, es va exiliar a Bruges (1514), ni la de les famílies que ho van acollir. Però sí que ho seria la del filòsof jueu d'origen portuguès Baruch Spinoza, que va viure durant el posterior segle xvii.

### Els katalanim d'Amèrica
L'estreta relació entre els katalanim dels Països Baixos i la Companyia Neerlandesa de les Índies Orientals és la que explica la seva presència a Amèrica. Tot i mancar una investigació més profunda, algunes fonts indiquen que els katalanim van ser pioners en la fundació de Nou Amsterdam (1625) que, posteriorment, seria conquerida pels anglesos i reanomenada com a Nova York (1664). Aquells katalanim ja no parlaven jueucatalà, però no havien perdut la seva identitat d'origen. Algunes de les famílies fundacionals de la qual actualment la hi «gran poma», tenien com a cognoms Abendana, Aguillaró, Arbec, Barnet (o Barret), Bennal, Bindona, Bromat, Campanall, Capella, Coriell, Farreres, Ferro, García, Goteres, Grades o Marró; llinatges inequívocament de katalanim provinents dels antics calls catalans, valencians, mallorquins i aragonesos.

#### La comunitat jueva de Newport
L'any 1763 a Newport (colònia britànica de Rhode Island, Nova Anglaterra), el rabí katalaní Mordechai Campanall hi va promoure i construir la primera sinagoga nord-americana, a l'entorn de la qual s'articularia la primera comunitat jueva estable d'Amèrica del Nord.
Es té constància de la comunitat jueva de Newport el 1640, un any després de la fundació de la ciutat (1639). No era fet fortuït, atès que Newport (a Rhode Island) i Portsmouth (a Massachusetts) havien estat fundades i poblades pels seguidors de la lliurepensadora anglesa Anne Hutchinson, i brillaven com uns fars de tolerància religiosa enmig d’un amenaçador oceà de puritanisme. Les mateixes fonts revelen que les primeres famílies jueves de Newport procedien dels Països Baixos, però eren originàries de la península Ibèrica, en bona part originàries de Catalunya i del País Valencià, i amb tota probabilitat, amb una història similar, sinó la mateixa que els Campanall.

##### Els cognoms katalanim de Newport
Els jueus de Newport no van ser la primera comunitat mosaica de Nord-amèrica, però sí la primera que es va organitzar. La construcció de la primera sinagoga revela que era econòmicament potent i que tenia voluntat d’arrelament i projecció. Aquesta seria una de les causes que explicaria el perquè Campanall s'hi va fixar. L’altra explica els cognoms d’aquella comunitat: Abendana, Aguillaró, Arbec, Barnet, Bennal, Bindona, Bromat, Campanall, Capella, Coriell, Farieres, Ferro, Garcia, Goteres (o Guteres), Grades, Pacheco i Pardo (transformat en Brown), molts dels quals eren d’inequívoc origen català, i que, amb el decurs del temps, es projectarien arreu de les Tretze Colònies.

## Llengua judeocatalana
El judeocatalà, una variant del català amb influències hebrees i aramees, va ser la llengua principal dels katalanim fins al segle XVI. A Salònica, es va utilitzar en textos litúrgics i en la vida comunitària, però va ser gradualment substituït pel ladino (judeocastellà) a mesura que les comunitats catalanes s’integraven amb les sefardites. La publicació del Majzor le-núsaj Bartselona és un exemple clau de la conservació d’aquesta tradició cultural.
En els barris jueucatalans de Roma, Liorna, o de Tessalònica -per posar tres exemples- es parlava la mateixa llengua que a Barcelona o València, és a dir, el català medieval i el judeocatalà. I si bé és cert que, a partir de 1492, aquelles comunitats lingüístiques van quedar desconnectades de la seva matriu lingüística, també ho és que el jueucatalà dels calls dels katalanim es va transmetre i va conservar fins a les acaballes del segle XVI.
Pel que fa a Roma, l'any 1555, el pontífex Pau IV decretà la concentració de tots els calls davant de l'illa Tiberina. Una mesura que inspiraria a altres dirigents dels dominis que havien acollit la diàspora jueupeninsular, i que marcaria el principi de la fi de la llengua jueucatalana. No obstant això, l'any 1581 encara quedaven una cinquantena de famílies catalanoparlants en la jueria de Roma.

## Llegat
Els katalanim van deixar un llegat cultural en la diàspora sefardita, especialment a Salònica, on la seva influència es va mantenir fins a l’assimilació en els segles XVII i XVIII. La seva història és un exemple de la diversitat de les comunitats jueves ibèriques i de la projecció internacional de la cultura catalana medieval.

### Cristòfor Colom
Una de les teories de l'origen del Cristòfor Colom és que ell i/o els seus ascendents eren jueus que es convertiren per tal d'evitar l'expulsió i la inquisició. A més de catalanismes, Colom empra caràcters hebreus i dates hebrees en alguns escrits, i rep el suport de famílies hebrees destacades de la Cort catalano-aragonesa, sense el qual, possiblement, no hauria aconseguit l'atenció reial.